# نمایش‌های خیابان فالسوم
نمایش‌های خیابان فالسوم که هرسال در سانفرانسیسکو در ایالات متحده آمریکا در آمریکای شمالی برگزار می‌شود مربوط به نمایش اعمال جنسیتی و خودآزارانه و دگرآزارانه چرم‌پوشان است. این نمایش‌ها با نمایش‌های هفته غرور چرم‌پوشان رقابت دارد. نمایش‌های خیابان فالسوم که از سال ۱۹۸۴ شروع شده اکنون سالانه ۴۰۰ هزار تماشاگر را به خود جلب می‌کند. با گسترش اپیدمی ایدز در دهه ۱۹۸۰ در ایالات متحده آمریکا، برخی از فعالان و سازمان دهندگان جامعه دگرباشی تصمیم گرفتند نمایشگاه خیابانی را آغاز کنند. از دیدگاه آن‌ها این نمایشگاه باعث افزایش دید جامعه می‌شود، وسیله ای برای جمع‌آوری پول بسیار مورد نیاز فراهم می‌کند و فرصتی برای اعضای جامعه ایجاد می‌شود تا به خدمات و اطلاعات حیاتی (به عنوان مثال در مورد رابطه جنسی ایمن تر) وصل شوند. در حالی که عده ای آن را مفید ارزیابی کرده‌اند به دلیل فضای حاکم بر آن و نوع رفتارها، انتقادهای داخلی و خارجی فراوانی را نیز ایجاد کرده‌است.